# Lárissa (mitologia)
Lárissa, na mitologia grega, é uma personagem que é citada por diversos autores antigos, tanto como filha ou como mãe de Pelasgo.

## Autores antigos
De acordo com Pausânias, Lárissa era filha de Pelasgo, rei de Argos, e deu nome à acrópole da cidade. Duas cidades foram fundadas com seu nome: Lárissa, na Tessália, e Lárissa, no rio Peneu. Higino também lista Lárissa como filha de Pelasgo, irmão de Eurisabe, Anthus e Agenor, da família real de Argos.
De acordo com Eustáquio, Larissa foi a mãe de Fítio, cujo pai era Posidão, ou era a mãe de Pelasgo, Fítio e Aqueu, cujo pai era Haemon. Eustácio também menciona que os helenos tem este nome não por causa de Heleno, filho de Deucalião, mas por causa de Heleno, filho de Fítio, filho de Aqueu.
De acordo com Dionísio de Halicarnasso, Pelasgo, rei de Argos, o filho de Zeus e Níobe, filha de Foroneu, foi quem deu nome aos pelasgos, porém seis gerações depois os pelasgos emigraram do Peloponeso para a região então chamada Haemonia, e depois Tessália. Os líderes desta expedição eram Aqueu, Fítio e Pelasgo (filho de Posidão), filhos de Lárissa e Posidão.

## Autores modernos
Segundo Henry-Fines Clinton, houve cinco ou seis personagens diferentes com o nome Pelasgo, o que levou à muita confusão, tanto entre os autores antigos quanto aos analistas modernos. Pelasgo, o pai de Lárissa, corresponde ao rei de Argos, filho de Triopas. Clinton rejeita a ideia de que os vários personagens com o mesmo nome foram confundidos porque Pelasgo não era o nome de uma pessoa, mas o nome de uma nação, e tenta reconstruir a opinião dos escritores antigos. Por este reconstrução, os três personagens de nome Pelasgo são:
- Pelasgo I, pai de Licaão, irmão de Argos e filho de Níobe, viveu na nona e décima gerações antes da Guerra de Troia (inconsistente com ser filho de Níobe, o que o jogaria para a décima-sexta geração antes da Guerra de Troia).[5][8][9]
- Pelasgo II, filho de Triopas, pai de Larissa.[5]
- Pelasgo III, filho de Larissa e neto de Pelasgo II, plantou uma colônia na Tessália.[5]